# Рут Спасова
Рут Спасова е българска актриса. Играе в Народен театър „Иван Вазов“. Участва и в много радиоспектакли в Българското радио.

## Театрални роли
- „Жана“ (Ярослав Пулинович)

## Телевизионен театър
- „Свободно място във влака“ (1985) (от Стефан Стайчев) – Мария, жената на Владо
- „Дон Жуан или Любовта към геометрията“ (1982) (Макс Фриш)

## Филмография
| Година | Филми и Сериали                    | Роля              |
| ------ | ---------------------------------- | ----------------- |
| 1996   | Всичко от нула                     |                   |
| 1989   | Разходки с ангела                  | сестрата          |
| 1985   | Забравете този случай              | Петрова           |
| 1982   | Отражения                          | Катя              |
| 1981   | Йо-хо-хо                           | майката на Леонид |
| 1981   | Масово чудо                        | Софка             |
| 1978   | Дядо, вълчо, лисана, Шаро и котана | котана            |
| 1978   | Компарсита                         | естрадната певица |